# Richard Miles
Richard Miles (nascut el 1969) és un historiador i arqueòleg britànic, conegut sobretot per presentar dues grans sèries de documentals històrics: Ancient Worlds (2010) de la BBC2, que va presentar una visió general completa de la història clàssica i els albors de la civilització i Archaeology: A Secret History de la BBC Four (2013).
Miles va néixer a Pembury, Kent. Va estudiar història antiga i arqueologia a la Universitat de Liverpool i es va doctorar en clàssics amb el professor Peter Garnsey al Jesus College de Cambridge. És professor d'història i arqueologia romanes i pro-vicerector d'empresa i compromís a la Universitat de Sydney. Antigament va ser cap de l'Escola d'Investigació Filosòfica i Històrica, i va ser director del programa Arts Career Ready a Sydney. La seva recerca es refereix principalment a la història i l'arqueologia púnica i tardoromana.
Ha dirigit excavacions arqueològiques a Cartago i Roma, i el 2010 va publicar Carthage Must Be Destroyed: The Rise and Fall of an Ancient Mediterranean Civilisation. També va presentar la sèrie de dues parts del Canal 4 Carthage: The Roman Holocaust (2004), que se centra en la guerra entre Cartago i Roma.

## Obres
- (editor) Constructing Identities in Late Antiquity (Routledge, 1999) ISBN 978-0-415-19406-8
- Carthage Must Be Destroyed (Allen Lane, 2010) ISBN 978-0-7139-9793-4; Paperback (Penguin, 2011) ISBN 978-0-14-101809-6[7]
- The Vandals (Wiley-Blackwell, 2010). ISBN 978-1-4051-6068-1
- Ancient Worlds: The Search for the Origins of Western Civilization (Allen Lane, 2010) ISBN 978-0-7139-9794-1
- (editor) The Donatist Schism: Controversy and Contexts (Liverpool University Press, 2016) ISBN 978-1-78138-281-3